# Váradelőhegy
Váradelőhegy (más néven Váradhegyfok): Nagyvárad része Romániában Bihar megyében.

## Fekvése
Romterület Nagyvárad területén, a várostól északra.

## Története
1130-ban II. István premontrei szerzeteseket telepített ide, akik itt építették fel anyaházukat.
1131-ben ide temették el II. István királyt.
1213-ban Sancti Protomartiris néven említi oklevél.
1494 és 1498 között karthauziak éltek falai között. A monostor a török időkben pusztult el.